# 細川百合子
細川 百合子（ほそかわ ゆりこ、1974年10月10日 - ）は、日本の元AV女優、元ストリッパー。

## 略歴
1994年にアリスJAPANより、「RISKY 天まで潮吹く敏感娘」でデビュー。
一時期、ストリッパーとして活動。

## 人物
- FANZAのプロフィール[2]では岡山県出身だが、XCITYのプロフィール[4]及び「RISKY 天まで潮吹く敏感娘」のケース裏面表記[1]では東京都出身となっている。
- 趣味：ショッピング[1][4]
- 特技：ピアノ[2]、料理[1][4]

## 作品

### アダルトビデオ
1994年
- RISKY 天まで潮吹く敏感娘（9月2日、アリスJAPAN KR-9001）＊デビュー作
- 女子校生・乱縛制服＆ブルマー（9月20日、桜桃書房）
- むちむちぽこにゃん（10月7日、アリスJAPAN KR-9002）
- 顔面こってりんこ（11月4日、アリスJAPAN KR-9004）
- おっきい胸は誰のモノ もんでバッチリ！挟んでグッド!（12月25日、h.m.p OM-019）
- 巨乳潮吹き令嬢（ファイブスター FV-9015）

1995年
- ナース物語 濡れた茂み 3（1月13日、笠倉出版社 AJV75-53）全8名
- 潮吹き若奥様（1月14日、笠倉出版社 AJV75-49）
- 潮吹き天使 あなたにかけてあげる（1月21日、アテナ映像 AS-403）
- むっちりアイドル女学園 日吉亜衣・小森まみ・細川百合子（2月20日、エイトマン IE-002）全3名
- 桃尻オマニスト（2月27日、オー・ケイ出版社 OKV02-32）
- 超巨乳美女 潮も吹きます!（3月20日、サクセス・ビデオ・コミュニティー）＊「RISKY」を再編集したもの
- 巨乳やりまくり お乳がイチバン（3月23日、h.m.p ISV-109）
- 新生スペルマ淫度10 PART4（4月10日、笠倉出版社 AJV75-66）＊オムニバス作品 全10名
- 監禁ドール 尻まくり絶叫72時間（4月30日、アテナ映像 AS-420）
- 快・感・美（5月5日、サクセス・ビデオ・コミュニティー）
- 好きにして!（5月15日、ロイヤルアート DP-049）
- 美巨乳ホワイトリリィ（6月9日、笠倉出版社）
- 異常危性 百合子の潮吹き注意報（6月25日、ホップビデオ KG-16）
- 快楽天国 クライマックス（7月6日、h.m.p）
- 人間廃業（7月7日、アリスJAPAN KR-9012）
- 緊縛ウェディング～失われた初夜（8月5日、大洋図書 605508）
- ザ・昇天スペシャル 3（8月25日、ホップビデオ MA-29）＊オムニバス作品 全5名
- 姫マンゴ女子校生（9月8日、笠倉出版社）＊オムニバス作品
- 美巨乳（9月25日、サクセス・ビデオ・コミュニティー）
- 巨乳でおます!（10月5日、芳友舎）＊「巨乳やりまくり お乳がイチバン」を再編集したもの
- 潮吹き美女館（1995年10月9日、笠倉出版社）全8名
- 平成巨乳伝説 PART.1 A級保存版（10月12日、笠倉出版社）＊オムニバス作品 全30名
- 令嬢百合子 Mの診察室（10月20日、シネマジック VS-387）
- 120人美女館 AV10年史 2（11月11日、笠倉出版社 AJV76-19）全30名
- 淫乱バスト大乱戦 天野かいり・川上裕子・藤谷しおり・細川百合子（12月7日、h.m.p ISV-037）全4名
- 奴隷女教師 恥辱の教壇（12月15日、シネマジック VS-394）
- 女教師・変態願望　好きにして！（1995年）
- 縄淑女 4 舌支配（1995年、サンセットカラー）

1996年
- アダルトビデオ100連発！！ ジャパンホームビデオ編 城麻美 荒井まどか 細川百合子 寺田弥生 倉田志織 ほか（1月1日、アリスJAPAN JRPP-004）
- アダルトビデオ100連発！！ シネマジック編 平井由美 宮木汐音 藤田リナ 河合メリージェーン 細川百合子 ほか（1月1日、シネマジック JRPP-010）
- 超淫獣伝説 細川百合子・愛田るか（1月12日、アリスJAPAN KR-9020）
- AV隷嬢館 宮木汐音・細川百合子・藤原史歩（1月12日、シネマジック VS-397）全3名
- ベスト・オブ・シネマジック 被虐の天使たち '95（4月12日、シネマジック VS-408）＊オムニバス作品 全13名
- 新・緊縛パフォーマンス 縛りの鉄人（6月28日、シネマジック CN-193）
- 奴隷女教師スペシャル 3 生徒の知らない私の秘密（7月19日、シネマジック CN-195）オムニバス作品 全5名
- 好色人妻淫縛 2（7月30日、サンセットカラー）
- 新・緊縛パフォーマンス 後編　縛りの鉄人（8月2日、シネマジック CN-197）
- 人間廃業ファイル VOL.1（8月2日、アリスJAPAN KR-9024）＊オムニバス作品 全5名
- 美乳・巨乳15年史 ぷるぷる編（8月30日、芳友舎 NSV-025B）＊オムニバス作品 全15名
- ザ・レイプ 3（9月2日、笠倉出版社 CAV36-37）＊オムニバス作品 全10名
- 大巨乳 ワイド90分 1（9月24日、笠倉出版社 AJV-7688）全25名
- 暴れる乳首 潮吹きタレ流し（パパイア工房 IPP-001）
- 被虐のマドンナたち 細川百合子・篠宮知世・水野愛・栗田もも・宮木汐音（シネマジック JRPP-018）全5名

1997年
- 女尻（1月31日、アリスJAPAN KA-1824）
- 裏女尻（3月14日、アリスJAPAN KR-9040）
- 裏出血大制服 7（4月15日、アトラス21 7A-041）
- ズブ濡れ人生激情（5月20日、KUKI KT232）
- 巨乳痴女電車 細川百合子・川内梨帆（5月26日、二見書房）
- 非情縄話 6 白き肌の慄き（6月20日、大洋図書）
- 女体解剖 シメつけ最大潮吹き大噴射（6月21日、アテナ映像 AS-767）
- ザ・爆乳・巨乳・美乳コレクション 2 ワイド90分（6月24日、笠倉出版社）＊オムニバス作品
- 潮吹き&ダブルFUCK 淫猥性圧（7月31日、シャッフル SFL-011）
- ハードコアMAX 2 お好きな娘で抜いて下さい 細川百合子・橘未稀・愛田るか（7月31日、ロイヤル・アート DP-057）全3名
- 閉じ込められたエレベーター 野獣と化す男たち（8月21日、アテナ映像 AS-778）
- 犯された巨乳尻（9月22日、笠倉出版社）
- 逆ソープ天国 番外編 目指せ新人ソープ君（9月23日、アリスJAPAN KR-9058）
- 巨乳女教師痴漢電車 3（9月27日、笠倉出版社）
- お尻責め 細川百合子・須藤あゆみ（10月4日、笠倉出版社）
- 麗しのAV女優 淫楽園伝説（10月25日、シャッフル SFL-021）＊オムニバス作品 全6名
- AV巨乳15年史ワイド90分 1（10月27日、笠倉出版社）全25名
- 鬼の責め縄 明智伝鬼・調教五番勝負（11月21日、シネマジック CN-235）＊オムニバス作品 全5名
- 銀行ローンレディ 百萬弗の餌食（11月22日、アタッカーズ）
- バーチャソープ 2（11月、笠倉出版社 CAV-3724）
- 初夜・縄の贄 2（サンセットカラー）
- 恥犯された美女教師 縄の生贄 女たちの性宴（大洋図書）＊オムニバス作品
- 女教師の美尻 6（サンセットカラー）

1998年
- スチュワーデス 蛇縛の奴隷飛行（1月20日、アタッカーズ）
- 女尻CLIMAX 麻生早苗・川浜なつみ・草凪純・細川百合子・瞳リョウ（2月13日、アリスJAPAN KA-1867）＊オムニバス作品 全5名
- 淫乱100％（4月11日、笠倉出版社）
- 若妻スキャンダル（7月17日、シネマジック CN-262）＊オムニバス作品 全9名
- 縄濡れ、美縛の初夜（8月25日、大洋図書）＊オムニバス作品
- 裏女尻CRY-MAX（9月11日、アリスJAPAN KR-9080）＊オムニバス作品 全5名
- スーパー女教師AV大全 2 全20名（11月26日、笠倉出版社）＊オムニバス作品

1999年
- 若奥様おしゃぶり中毒20連発（7月7日、笠倉出版社 AJV79-55）＊オムニバス作品 全20名
- LOVE LOVEソープテクニック（12月24日、オー・ケイ出版社）＊オムニバス作品

2000年
- 裏出血大制服 SUPER HARD 細川百合子・持田薫・三枝美憂・舞田奈美（2月25日、アトラス21 AVD-018）全4名
- ズブ濡れ人生激情 アーカイブ（6月15日、KUKI KT448）＊オムニバス作品 全9名
- 女教師Selection（6月16日、メディアバンク AOD-015）＊オムニバス作品 全50名
- お宝スペシャル AVアイドルFUCK20連発（8月10日、ロイヤルアート）全20名
- 奴隷学園受縄狩り 全20名（9月、笠倉出版社）＊オムニバス作品
- LEGEND シネマジックメモリアル大全（11月24日、シネマジック）全18名
- 緊縛美尻コレクション（11月30日、シネマジック CN-321）＊オムニバス作品 全6名
- アリスJAPAN 2001（12月8日、アリスJAPAN DV-042）全24名
- ソフト・オン・デマンドおかげさまで5周年記念特選作品集 女優編（12月15日、SODクリエイト RSP-015）全39名
- 被虐の迷宮 堕ちる（マジェスティック CP-017）＊ビデオ安売王オリジナル作品
- LEGEND シネマジックメモリアル大全 全18名（シネマジック）＊オムニバス作品

2001年
- 元祖 人間廃業ファイル（1月19日、アリスJAPAN DV-045）＊オムニバス作品 全5名
- 人妻淫縛図鑑（1月26日、シネマジック CN-326）＊オムニバス作品 全6名
- ザーメンスペシャル フェラチオ快楽（3月23日、ワイルド・サイド/リヤ王 DVX-02）＊オムニバス作品 全12名
- 純白の愛奴たち（4月27日、シネマジック CN-335）＊オムニバス作品 全5名
- 爆乳伝説 2（9月3日、フェアエスト RDV-16）＊オムニバス作品 全15名
- 細川百合子 スペシャル フェラ女王はアナル天使（10月26日、ワイルド・サイド/リヤ王 DVX-18）
- 明智伝鬼 吊り責め痴獄（11月9日、シネマジック SO-39）＊オムニバス作品 全8名

2002年
- Legend of Queen 5 完全復刻・保存版 樹まり子・小林ひとみ・林由美香・細川百合子（1月30日、A&Q DFJ-009）＊オムニバス作品 全4名
- DeeP VOL.3（2月13日、情報図書 DEEP-003）＊オムニバス作品 全6名
- A.I. ATLAS INTEGRAL（6月21日、アトラス21 AVD-100）全50名
- Atlas Adult Actress Vol.2 17人の謝激祭（10月11日、アトラス21 A02-101）全17名
- ズブヌレMIX（9月20日、KUKI）全19名
- ノーカット4時間!! 細川百合子（11月22日、アリスJAPAN DV-194）＊「RISKY」「むちむちぽこにゃん」「顔面こってりんこ」「女尻」を収録

2003年
- 巨乳20年史 Deluxe（1月24日、ディースリー DAJ-3）多数出演
- 緊縛 Deluxe（3月14日、FIVE STAR DAJ-008）全8名
- 裏出血大制服 ノーカット VOL.2（7月31日、アトラス21 BVD-009）全4名
- 蛇縛アンソロジー 1（10月8日、アタッカーズ ATAD-006）全13名

2004年
- Legend 細川百合子（9月24日、ロイヤルアート MKDV-157）＊「好きにして」を収録
- 月刊マゾヒスト 奉仕編（11月26日、笠倉出版社）全12名

2005年
- Re:僕たちは忘れない… 2 ウルトラBEST4時間 小林ひとみ・あいだもも・細川百合子 ほか（4月27日、ロイヤルアート MKDV-168）全12名
- 明智伝鬼 責め縄伝説 vol.1 三井ゆか 細川百合子 ほか（11月25日、シネマジック DCN-025）＊オムニバス作品 多数出演

2006年
- アリス・メモリアル1994 氷高小夜・細川百合子・秋吉ゆか・栗田もも（1月20日、アリスJAPAN DV-570）全4名
- Actrice 5 1985～1995 美乳AVアイドル Best 12（9月5日、アイザックTOKYO ZD-09）全12名
- Actrice 6 1985～1995 トップAVアイドル Best 20（9月5日、アイザックTOKYO ZD-10）全20名 2006年

2007年
- The Best OF No.1 細川百合子 Deluxe（7月20日、メディアバンク DAJ-084）

2008年
- アリスピンクファイル あのピンクファイルで魅せる! 細川百合子（6月13日、アリスJAPAN PDV-043）
- アリスJAPAN SILVER プロデューサーが選んだ人気女優ベスト20［1986年～2000年］（9月12日、アリスJAPAN）＊オムニバス作品

2010年
- アリスJAPAN看板シリーズ 女尻 スター女優の美尻たっぷりリモザイク特別盤（3月12日、アリスJAPAN PDV-104）全22名
- 逆ソープ天国 リモザイク特別盤 2（11月26日、アリスJAPAN PDV-127）＊オムニバス作品 全23名

2011年
- 最強の巨乳コレクションズ 12連発（2月1日、ロイヤル・アート MKDV-005）全12名
- アリスピンクファイル歴代人気女優20名（6月24日、アリスJAPAN PDV-141）全20名

2012年
- AV30年史 2 最高にエロいSEX編（2月13日、オールアダルトジャパン）＊オムニバス作品 多数出演
- Wキャストの殿堂 人気女優が奇跡の共演（5月13日、オールアダルトジャパン AAJ-024）多数出演

2014年
- 裏 出血大制服 ノーカット Vol.2 細川百合子・持田薫・三枝美憂・篠原さゆり（12月31日、アトラス21 AVD-036）＊オムニバス作品 全4名

2015年
- 奴隷女教師歴代ベスト聖職美女恥虐調教スペシャル（3月19日、シネマジック CMA-030）全10名

2017年
- 美人女医羞辱飼育ベスト 倒錯医院の酷虐夜間勤務（4月19日、シネマジック CMA-055）全9名

2018年
- 中高年男性に送る懐かしのアリスJAPANスター女優BEST（12月13日、アリスJAPAN DVAJ-369）全20名

発売年不明
- デラ ikitai 2 イケてる風俗ビデオマガジン（ソフトオンデマンド KA-01）VHS
- 女課長・恥辱調教 陥られた契約（マジェスティック CP-015）VHS ＊ビデオ安売王オリジナル作品
- 天国注射 背徳の宿業（カルマ）（マジェスティック CP-016）VHS ＊ビデオ安売王オリジナル作品
- 尻雪姫 1（ワイルド・サイド/リヤ王 SH-01）VHS
- ミス・フェラチーノ 6（ワイルド・サイド/リヤ王 MF-06）VHS
- ミス・フェラチーノ・スペシャル 2 赤い唇に白い精液（ワイルド・サイド/リヤ王 SP-06）VHS
- クロマキーフェラ&アナルファック VOL.4（ソフト・オン・デマンド CROMA-004）VHS
- 新性器バトル対決!! ROUND 9（Battle Royal BR-09）VHS
- 恥態マン開（東亜 KA-01）VHS
- バク烈巨乳最前線 揉んでしゃぶってコネくって（サンフラワー SUF-001）VHS ＊オムニバス作品 全5名
- 官能アナル美人 細川百合子（ビーナス BEN-001）VHS
- 女優ベストセレクション 8 白石ひとみ 細川百合子 鈴木麻奈美（アバンチュール BZ-008）DVD 全3名

### オリジナルビデオ
- ノンフィクション 性 OLが語った真実の告白（1997年5月30日、KUKI）監督:阿部みちお [5]
- 欲望の街 女衒商売、金と女は俺に任せろ!!（1999年4月30日、トライハート）監督:わたなべともみつ [6]

## 書籍

### 写真集
- 文庫サイズ写真集 発熱体験 堀江美紀・神乃毬絵・細川百合子 ほか 全11名（1994年11月26日、ベストセラーズ ワニ文庫）撮影:小町剛廣 ISBN 9784584380192
- 細川百合子写真集 White Lily ホワイトリリィ（1994年12月24日、笠倉出版社）撮影:古川春彦 ISBN 477300200X
- 文庫サイズ写真集 巨乳コレクション Vol.4（1995年4月24日、黒田出版興文社）撮影:古川春彦 ISBN 4876732396
- 1/1 HAIR POSTER 等身大ヘアポスター写真集 全12名（1996年8月25日、英知出版）撮影:岡克己、古川春彦、池田享昭 ISBN 978-4754211196
- レジェンドオブビーナス 10人のスーパーヌード 全10名（1998年9月1日、コスミックインターナショナル）撮影:木下裕史 ISBN 9784885329678
- フェロモン ゴージャス派女優たちのボディー競争 全6名（1998年10月20日、心交社）撮影:坂巻良亮 ISBN 9784883023707
- ザ・ストリッパー 舞姫伝説50人 桜樹ルイ・憂木瞳・村上麗奈・細川百合子・河合美奈 他 全50名（2000年4月10日、双葉社）撮影:原芳市 ISBN 9784575290820

### 雑誌
- シネマジックSM全集 1 女教師篇（1997年12月30日、三和出版）